# Eduard Harnier
Eduard Harnier (* 29. März 1854 in Kassel-Oberneustadt; † 10. Juni 1936 ebenda; vollständiger Name: Eduard Karl Richard Henri Gabriel Harnier) war ein deutscher Jurist, Rechtsanwalt und Notar, der politisch als Präsident des Kurhessischen Kommunallandtags sowie dortiger Abgeordneter der NLP und der DDP wirkte.

## Leben
Harnier war der Sohn des praktischen Arztes Adolph Louis Gabriel Harnier und dessen Ehefrau Henriette, geborene Weis. Am 10. August 1880 heiratete er in Alsfeld Meta Wilhelmine Marie, geborene Müller (1859–1936). Harnier studierte Rechtswissenschaften und wurde Rechtsanwalt und Notar in Kassel. Er erhielt den Titel eines Geheimen Justizrats.
Er war Stadtverordneter und vertrat den Wahlkreis der Stadt Kassel von 1901 bis 1920 und von 1921 bis 1925 im Kommunallandtag. 1919 war er Präsident des Kurhessischen Kommunallandtags.